# پسپتنگ سفلی
پسپتنگ سفلی یک روستا در ایران است که در دهستان باقران واقع شده‌است. پسپتنگ سفلی ۱۰ نفر جمعیت دارد.